# Antoon Veerman

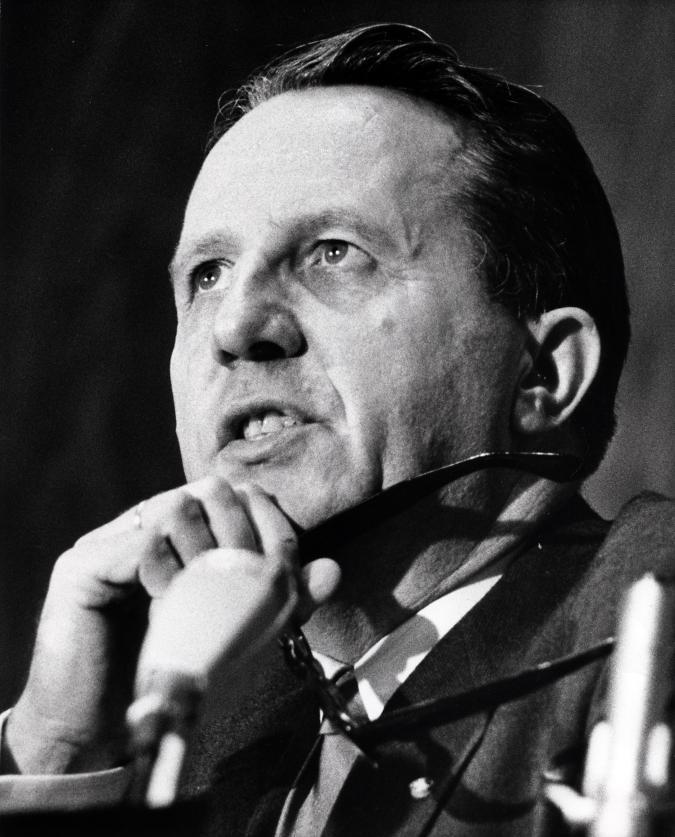
Antoon Veerman (1969)

Antoon Veerman (* 11. Oktober 1916 in Bodegraven, Provinz Zuid-Holland; † 19. Dezember 1993 in Lage Mierde, Provinz Noord-Brabant) war ein niederländischer Journalist, Lehrer und Politiker der Anti-Revolutionären Partei ARP (Anti-Revolutionaire Partij) und später des Christlich-Demokratischen Aufrufs CDA (Christen-Democratisch Appèl), der unter anderem von 1962 bis 1963 und von 1967 bis 1973 Mitglied der Zweiten Kammer der Generalstaaten sowie von 1968 bis 1973 Vorsitzender der ARP war und in dieser Position eine wichtige Rolle beim Rückzug von Ministerpräsident Barend Biesheuvel aus der Politik 1973 spielte. Er war von 1973 bis zu seinem Rücktritt aus gesundheitlichen Gründen 1975 Staatssekretär im Ministerium für Bildung und Wissenschaft im Kabinett Den Uyl sowie im Anschluss von 1975 bis 1981 erneut Mitglied der Zweiten Kammer der Generalstaaten.

## Leben
Antoon Veerman, dessen Vater Mitglied des Gemeinderates von Bodegraven war, wurde nach dem Tode seiner Mutter am 28. Januar 1922 bereits als Fünfjähriger Halbwaise. Er war als Journalist und Parlamentsberichterstatter für die Tageszeitung Trouw tätig und später Rektor des 1948 gegründeten christlichen Gymnasiums Christelijk Lyceum Delft. Bei der Parlamentswahl 1956 kandidierte er Platz 26 der Liste der Anti-Revolutionären Partei ARP (Anti-Revolutionaire Partij), verpasste allerdings den Einzug in die Zweite Kammer der Generalstaaten (Tweede Kamer der Staten-Generaal), des Unterhauses des Parlaments (Generalstaaten). Er war vom 3. April 1962 bis 5. Juni 1963 Mitglied der Zweiten Kammer der Generalstaaten und befasste sich hauptsächlich mit Themen der öffentlichen Gesundheit und der Rundfunkpolitik. Er war von 1963 bis 1967 Vorsitzender der Rektorenvereinigung der Christelijk Voorbereidend Hoger en Middelbaar Onderwijs VHMO, der Vereinigung der Rektoren christlicher Sekundar- und Oberschulen. Des Weiteren engagierte er sich vom 2. Juni 1966 bis am 20. November 1968 als Mitglied des Parlaments (Provinciale Staten) der Provinz Zuid-Holland sowie vom 6. September 1966 bis 1. September 1970 als Mitglied des Gemeinderates von Rijswijk.
Am 18. April 1967 wurde Veerman für die ARP abermals Mitglied der Zweiten Kammer der Generalstaaten und gehörte dieser bis zum 11. Mai 1973 an. Während dieser Zeit war er einerseits bildungspolitischer Sprecher der ARP-Fraktion, befasste sich aber auch mit Themen aus Kultur, inneren Angelegenheiten und Königreichsangelegenheiten. Als Nachfolger von Wiert Pauwel Berghuis und nach einer kommissarischen Amtsführung von Anton Bernard Roosjen übernahm er in einer turbulenten Zeit 1968 die Funktion als Vorsitzender der ARP und hatte diese bis 1973 inne, woraufhin Jan de Koning seine Nachfolge antrat. Er fungierte vom Juni 1970 bis am 11. Mai 1973 als Vorsitzender des Sonderausschusses für den von Tjerk Westerterp vorgeschlagenen Gesetzentwurf zu den Europawahlen sowie vom 29. Juni 1971 bis Dezember 1971 auch als stellvertretender Vorsitzender des Sonderausschusses für Verfassungsrevision.
Obwohl er es vorzog, mit den progressiven Parteien zu regieren, gehörte er im Januar 1973 zur Minderheit von vier Mitgliedern der ARP-Fraktion, die den Vorschlag von Ministerpräsident Barend Biesheuvel unterstützte, zunächst mit Democraten 66 und der Volkspartei für Freiheit und Demokratie VVD (Volkspartij voor Vrijheid en Democratie) über die Bildung eines Kabinetts zu verhandeln. 1973 stimmte er mit der ARP jedoch für die Bildung eines Kabinetts unter Ministerpräsident Joop den Uyl von der Partei der Arbeit PvdA (Partij van de Arbeid).

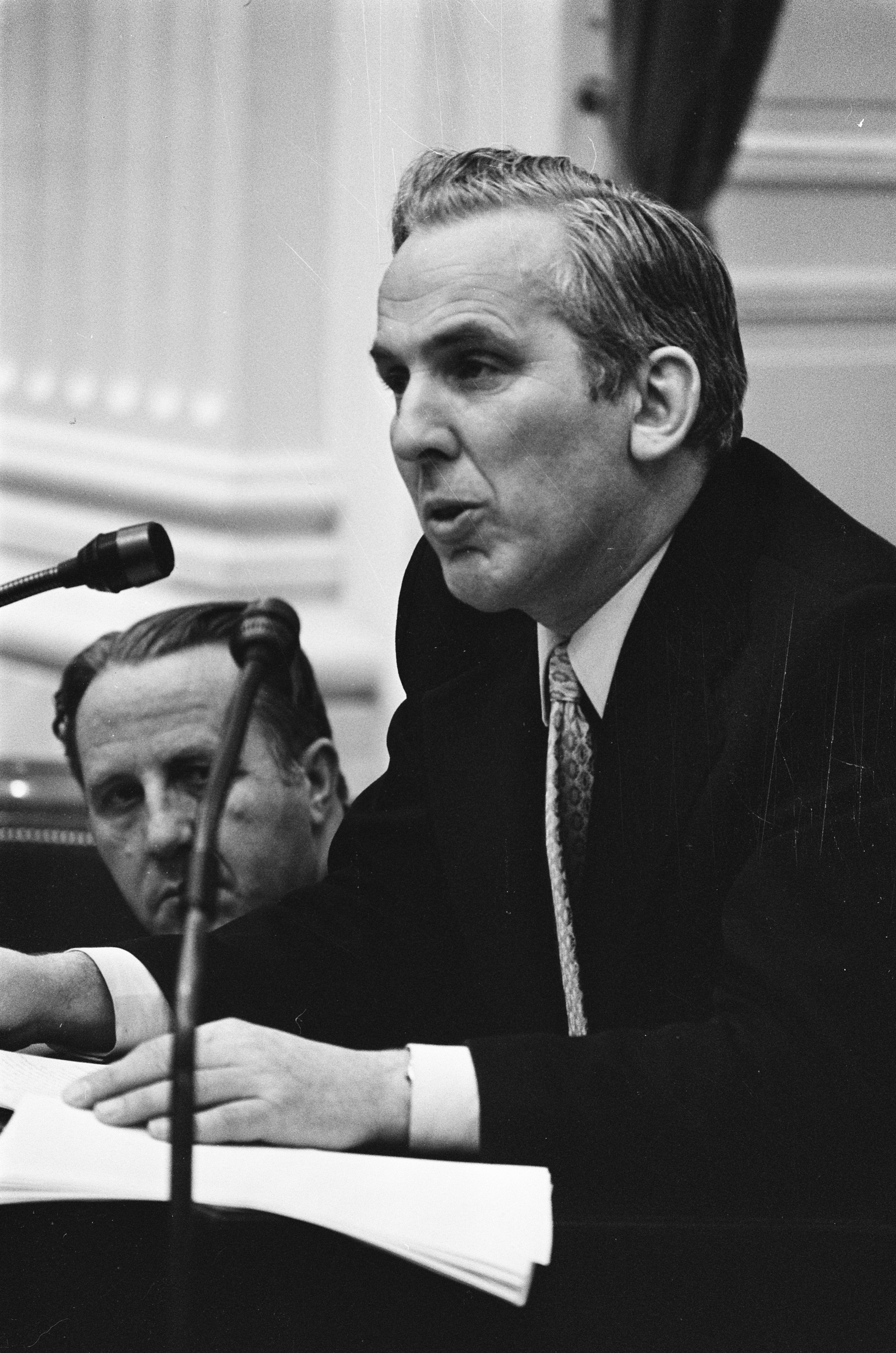
Veerman (links) mit Staatssekretär Ger Klein während einer Debatte in der Zweiten Kammer der Generalstaaten (1975).

Antoon Veerman wurde am 11. Mai 1973 als Staatssekretär im Ministerium für Bildung und Wissenschaft (Staatssecretaris van Onderwijs en Wetenschappen) in das Kabinett Den Uyl berufen und war dort unter dem Minister für Bildung und Wissenschaft Jos van Kemenade von der PvdA zuständig für allgemeine Sekundar- und Vorbereitungsbildung sowie technische und berufliche Bildung. Als Staatssekretär förderte er den zweiten Bildungsweg einschließlich der Einrichtung der Mutter-Sekundarschule (Moedermavo). Die Mutterschule war in den Niederlanden eine Form des sogenannten „zweiten Bildungswegs“. Ziel war es, Erwachsenen über 18 Jahren die Möglichkeit zu geben, trotzdem einen Schulabschluss zu erlangen. Der Unterschied zu den bestehenden Abendschulen bestand darin, dass der Unterricht tagsüber stattfand, wodurch diese Form der weiterführenden Bildung einer viel größeren Zielgruppe zugänglich wurde. 1975 wurde durch ihn ein Gesetz zur Änderung des Sekundarschulgesetzes (Wet op het voortgezet onderwijs) eingeführt, um die Grundstandards für Schulen zu erhöhen und das Planungsverfahren zu verbessern. Der Gesetzentwurf wurde 1972 von Minister Chris van Veen vorgelegt. 1975 veröffentlichte er zusammen mit Minister Van Kemanade das Memorandum „Konturen eines zukünftigen Bildungssystems“ (Contourennota). Aus gesundheitlichen Gründen trat er am 1. September 1975 als Staatssekretär zurück, woraufhin Klaas de Jong Ozn. seine Nachfolge antrat. Im Anschluss war er vom 4. November 1975 bis 10. Juni 1981 erneut Mitglied der Zweiten Kammer der Generalstaaten, wobei die ARP mit anderen christlichen Parteien zum Christdemokratischen Aufruf CDA (Christen-Democratisch Appèl) fusionierte. Er engagierte sich des Weiteren als Vorstandsmitglied des Studienzentrums für christliche Kultur (Christelijk Cultureel Studiecentrum).

## Veröffentlichung
- 100 jaar partij. Bezinning en perspectief. een anti-revolutionaire bijdrage aan christen-democratische politiek, Mitautor C. Bremmer, T. Wever, Franeker 1979